# Olmedo (Sardinien)
Olmedo ist eine italienische Gemeinde (comune) mit 4208 Einwohnern (Stand 31. Dezember 2023) in der Metropolitanstadt Sassari auf Sardinien. Die Gemeinde liegt etwa 17 Kilometer südwestlich von Sassari.

## Geschichte
Im 13. Jahrhundert wird der Ort Ulmetum urkundlich erstmals erwähnt.

## Wirtschaft und Verkehr
In Olmedo ist eine Aluminiumhütte angesiedelt. Durch die Gemeinde soll zukünftig als Umgehungsstraße die Strada Statale 291 della Nurra von Sassari nach Alghero-Fertilia führen. Der Bahnhof von Olmedo liegt an der Schmalspurbahn von Sassari nach Alghero, die regelmäßig von Zügen der FdS bedient wird.

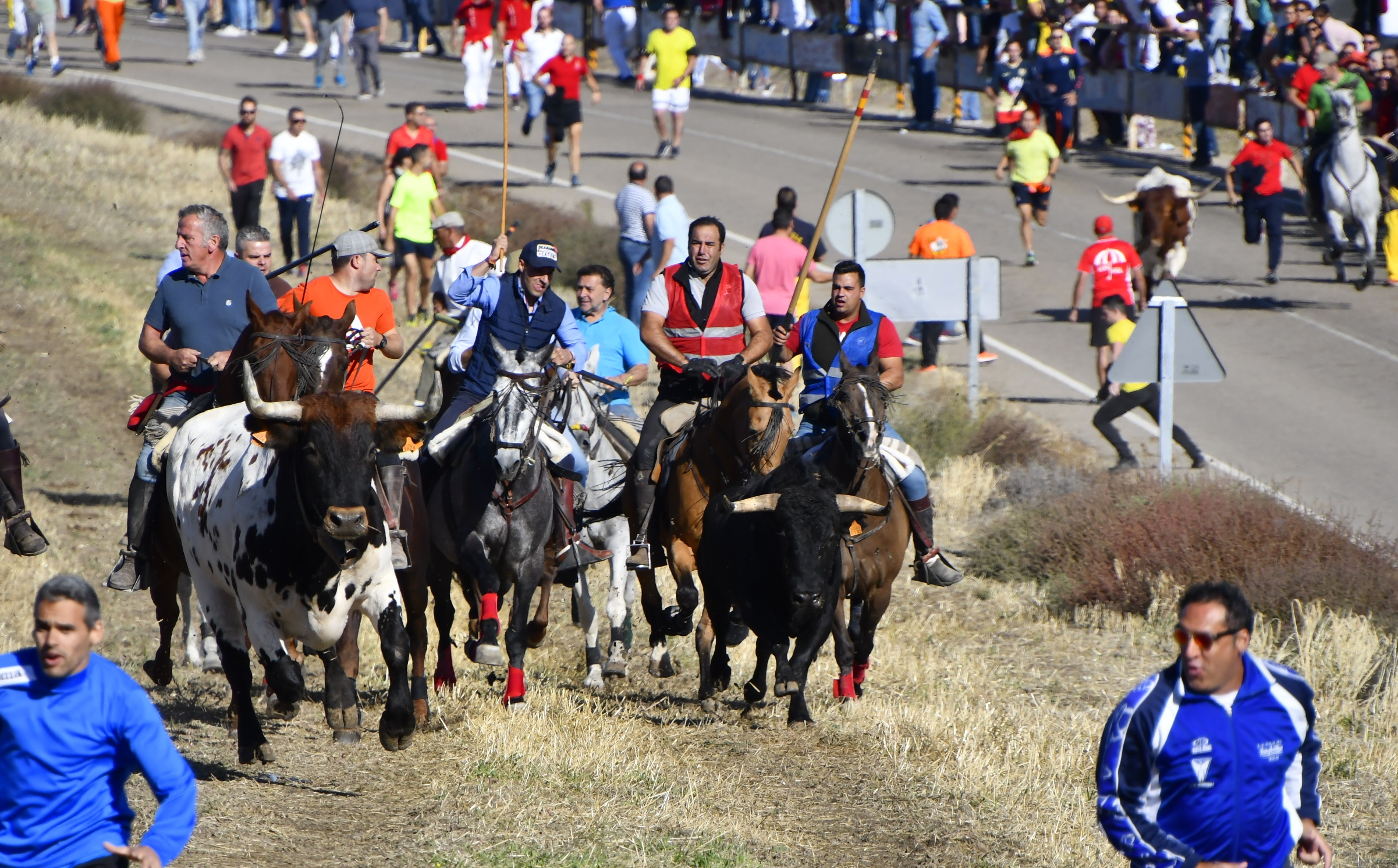
Volksfest

## Gemeindepartnerschaften
Olmedo unterhält eine Partnerschaft mit der spanischen Gemeinde Olmedo in der Provinz Valladolid und eine inneritalienische Partnerschaft mit der Gemeinde Limena in der Provinz Padua.